# Bo Ericson (militär)
Bo Sören Ericson, född den 8 oktober 1953 i Stockholm, är en svensk militär.
Bo Ericson var son till polisinspektör Arnold Ericson och Maud Storm. Han blev officer 1975, kapten vid Svea artilleriregemente 1978, major 1983, kompanichef 1984, sektionschef i försvarsstaben 1986, anställdes vid Försvarets materielverk 1987 och blev major i Generalstaben. Ericson blev överstelöjtnant och bataljonschef vid Svea artilleriregemente 1991, överstelöjtnant med särskild tjänsteställning och sektionschef i Arméledningen 1993, samt var överste och chef för Norrlands ingenjörkår 1996–1998. Han blev 1998 avdelningschef vid Armécentrum och avdelningschef vid Armétaktiska kommandot 2000.